# Río Mira
Der Río Mira ist ein Fluss im westlichen Grenzgebiet von Ecuador und Kolumbien.

## Flusslauf
Der Río Mira entsteht 15 km nördlich von Ibarra am Zusammenfluss von Río Chota und Río Ambi. Der Río Mira fließt anfangs 80 km nach Nordwesten. Dabei bildet der Fluss die Grenze zwischen der Provinz Carchi im Osten und der Provinz Imbabura im Westen. Die Fernstraße E10 folgt dabei dem Flusslauf. Anschließend wendet sich der Fluss nach Norden, wobei er die Provinz Esmeraldas (im Westen) von der Provinz Carchi im Osten trennt. Bei Flusskilometer 130 erreicht der Río Mira die Grenze zu Kolumbien. Dort trifft er auf den von rechts kommenden Río San Juan. Der Río Mira fließt nun in nordnordwestlicher Richtung. Auf den folgenden 15 Kilometern bildet der Río Mira einen Grenzfluss zwischen Ecuador und Kolumbien. Bei Flusskilometer 98 mündet der Río Güiza rechtsseitig in den Río Mira. Dieser wendet sich auf den letzten 30 km nach Westen und mündet auf dem Gebiet der Gemeinde Tumaco im kolumbianischen Departamento de Nariño beim Kap Manglares in den Pazifischen Ozean.

## Hydrologie
Das Einzugsgebiet des Río Mira umfasst etwa 10.100 km², wovon 6495 km² in Ecuador liegen. Der mittlere Abfluss liegt bei etwa 740 m³/s.